# ディア・グランパ 幸せを拾った日
『ディア・グランパ 幸せを拾った日』（原題:Boundaries）は2018年に公開された米加合作のドラマ映画である。監督はシャナ・フェステ、主演はヴェラ・ファーミガが務めた。本作は日本国内で劇場公開されなかったが、Amazonなどでの配信が行われている。

## 概略
ローラ・ジャコーニは困っている人を放っておけない世話好きの性格で、捨て犬や捨て猫の面倒すら見てしまうようなお人好しであった。そんなある日、ローラの下に父親のジャックが老人ホームから追い出されたとの知らせが届いた。ローラは息子のヘンリーと共にジャックを引き取りに向かった。妹がジャックの面倒を見ると申し出たので、ローラは車で妹の待つロサンゼルスへと向かうことになった。

## キャスト
※括弧内は日本語吹替（Netflixで配信）。
- ヴェラ・ファーミガ（園崎未恵） - ローラ・ジャコーニ
- クリストファー・プラマー（ふくまつ進紗） - ジャック・ジャコーニ
- ルイス・マクドゥーガル（竹中悠斗） - ヘンリー
- ボビー・カナヴェイル（早川毅） - レオナルド
- クリステン・シャール（櫻庭有紗） - ジョジョ・ジャコーニ
- ピーター・フォンダ（武田太一） - ジョーイ
- クリストファー・ロイド（及川いぞう） - スタンリー
- ドリー・ウェルズ（葉瀬ふみの） - ソフィア
- ヤーヤ・アブドゥル＝マティーン二世（江頭宏哉） - サージ
- ライアン・ロビンス（江頭宏哉） - ジム
- チェラー・ホースダル - セラピスト
- ジル・ティード - ミューラー
- ダイアナ・バン - 占い師
- エミリー・ホームズ - 母親
- ジェシカ・マクラウド - トゥルー
- ローハン・キャンベル - マイキー
- エリザベス・ボーウェン - グリゼルダ
- ジェームズ・カーク - ジミー

日本語吹替その他：八百屋杏、廣瀬武央、藤田曜子、大泊貴揮
日本語吹替スタッフ 翻訳：有馬康永、演出：佐々木由香、調整：内山敬章、矢吹夏、制作：Clovision Inc

## 製作
2016年4月、シャナ・フェステ監督の新作映画にヴェラ・ファーミガとクリストファー・プラマーが出演することになったと報じられた。5月2日、クリステン・シャール、ボビー・カナヴェイル、ルイス・マクドゥーガル、クリストファー・ロイド、ドリー・ウェルズ、ピーター・フォンダがキャスト入りした。本作の主要撮影は同日にバンクーバーで始まり、6月3日に終了した。2017年2月、マイケル・ペンが本作で使用される楽曲を手掛けることになったとの報道があった。

## 公開・興行収入
2016年5月、ステージ6・フィルムズが本作の全世界配給権を獲得したと報じられた。2018年3月12日、本作はサウス・バイ・サウスウェストでプレミア上映された。
2018年6月19日、ピーター・フォンダが自身のTwitterで「私たちはバロン・トランプを母親の腕から引き剥がして、ペドフィリア（小児性愛者）と一緒に檻に入れるべきだ」とツイートした。20日、本作の配給元であるソニー・ピクチャーズ・クラシックスはフォンダを批判する声明を発表したが、フォンダが重要な役を演じていないことを理由に、再編集や公開延期は行わないと発表した。21日、フォンダは当該ツイートを削除した上で謝罪した。
フォンダのツイートが原因で、本作のボイコット運動が生じた。その影響もあって、本作の興行収入は伸び悩むことになった。2018年6月22日、本作は全米5館で限定公開され、公開初週末に2万9552ドル（1館当たり5910ドル）を稼ぎ出し、週末興行収入ランキング初登場40位となっている。

## 評価
本作に対する批評家の評価は平凡なものに留まっている。映画批評集積サイトのRotten Tomatoesには68件のレビューがあり、批評家支持率は51%、平均点は10点満点で5.1点となっている。サイト側による批評家の見解の要約は「『ディア・グランパ 幸せを拾った日』は名優クリストファー・プラマーの卓越した演技の恩恵を受けているが、彼の演技を以てしても本作の陳腐さはどうにもならなかった。」となっている。また、Metacriticには24件のレビューがあり、加重平均値は50/100となっている。